# Un cuento muy corto

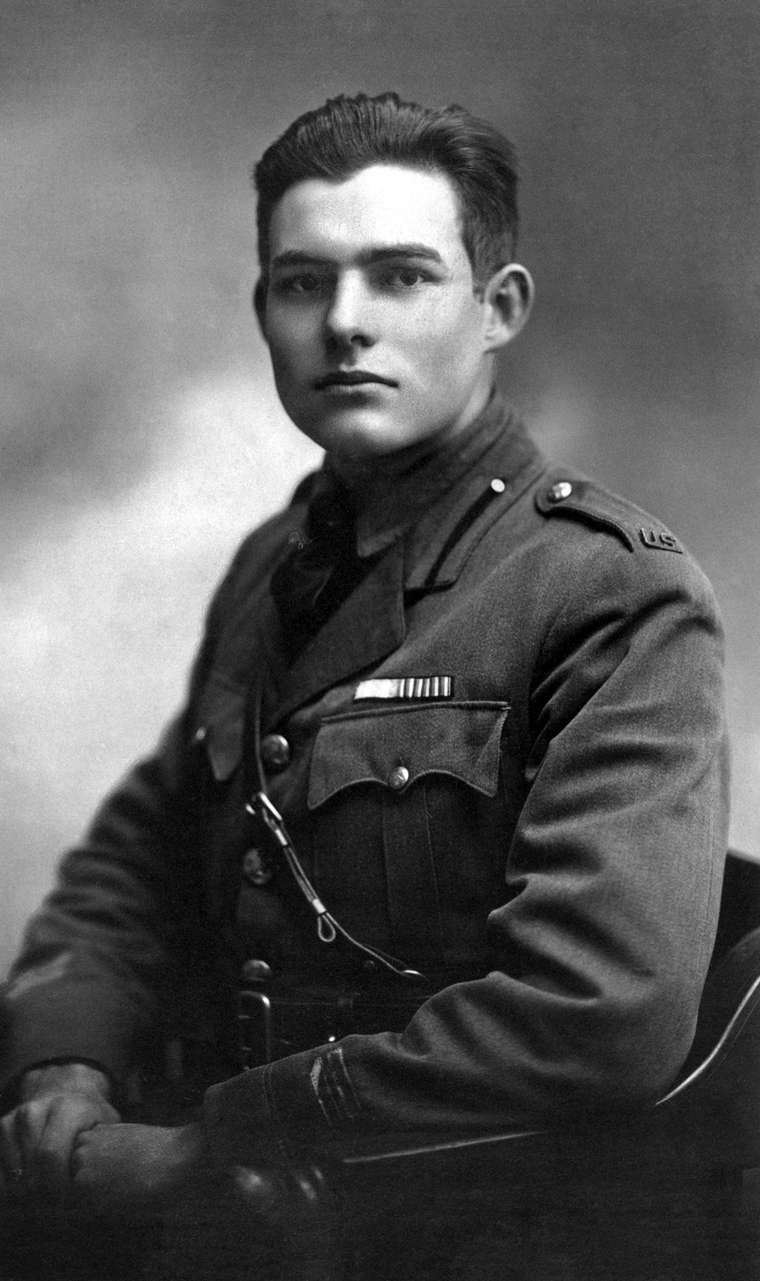
Retrato de Ernest Hemingway en 1918, el año en que conoció a Agnes von Kurowsky.

«Un cuento muy corto» (inglés: «A Very Short Story») es un cuento escrito por Ernest Hemingway. Fue publicado por primera vez como viñeta o capítulo, en la edición de 1924 de En nuestro tiempo publicada en París. Posteriormente fue reescrito y agregado a su recopilación de cuentos publicada en los Estados Unidos en 1925 como En nuestro tiempo por el editorial Boni & Liveright.
El cuento narra de un soldado en la Primera Guerra Mundial y una enfermera llamada «Luz» que se enamoran cuando el soldado se recupera en el hospital durante el transcurso de tres meses. Deciden casarse, pero cuando el soldado regresa a casa en los Estados Unidos, recibe una carta de Luz con la noticia de que se enamoró de un oficial. Más tarde, ella le escribe que no se casó con el oficial, pero el soldado no la hace caso. 
Hemingway basa el relato en un romance que tuvo con Agnes von Kurowsky, una enfermera que encontró durante la Primera Guerra Mundial mientras se recuperaba en el hospital de Milán por lesiones en las piernas sufridas en el frente italiano.